# لنگین
لنگین (به انگلیسی: Llangain) یک منطقهٔ مسکونی در بریتانیا است که در کارمارتنشر واقع شده‌است. لنگین ۵۷۳ نفر جمعیت دارد.